# Spiroffite
La spiroffite è un minerale.